# 徐養量
徐養量（1568年—1624年），字叔弘，别號京咸，湖廣德安府應城縣人，明朝政治人物。

## 生平
万历三十一年（1603年）中湖广乡试第六十名举人，萬曆三十五年（1607年）丁未科會試第七十七名，廷试三甲第十名進士，选翰林院庶吉士。萬曆三十八年（1610年）授陕西道监察御史。萬曆四十二年（1614年）督学北直隸。萬曆四十六年（1618年）升太仆寺少卿。萬曆四十八年（1620年）以都察院右佥都御史，巡抚甘肃。天启三年（1623年）四月，升為南京兵部右侍郎。十二月，录延绥宁夏甘肃三镇节次有功文武百官，甘肃巡抚徐养量升南京兵部尚书管左侍郎事，荫一子锦衣卫副千户。天啓四年（1624年）因病去世。在朝为官十八年，享年五十七岁。

## 家族
曾祖徐景明。祖父徐宗華。父徐應，吏目。母陳氏。永感下。兄养重。子徐晤可，錦衣衛左所千户。